# Battaglia di Gravellona Toce
La battaglia di Gravellona Toce (12-14 settembre 1944) fu una delle più importanti battaglie della Resistenza Italiana.

## Antefatti
Il 6 settembre del 1944, mentre l'Ossola era teatro di una dura guerriglia, i partigiani ossolani occuparono Omegna, catturando un autoblindo. La situazione si stava facendo critica per le forze filo-tedesche, tanto che era giunto nel verbano il battaglione M "Venezia Giulia", stabilitosi a Intra; 2ª e 4ª compagnia presidiavano la cittadina di Gravellona Toce.

## La battaglia
La mattina del 12 settembre i partigiani attaccarono Gravellona. Alla loro schiacciante superiorità numerica si contrapponeva però la migliore dotazione di armamenti delle forze della RSI (forti anche di un cannone e diversi mortai) e delle truppe tedesche.
Dopo 3 ore di assalti partigiani il caposaldo di Santa Maria, sulla strada per Omegna, cadde. Alcuni soldati sfuggiti alla cattura si rifugiarono presso la fabbrica Furter e la presidiarono fino all'esaurimento delle munizioni. I paralleli assalti agli altri capisaldi si rivelarono infruttuosi, con le milizie partigiane costrette a ritirarsi a causa del pesante fuoco nemico. Col sopraggiungere delle brigate "Valtoce" e "Valdossola" lo scontro sembrava propendere sempre più dal lato della Repubblica dell'Ossola; tuttavia, nella notte del 13 settembre la 3ª compagnia del battaglione M "Venezia Giulia" avanzò verso Gravellona, superando il Montorfano (in prossimità del quale le imboscate partigiane erano frequenti, causa soprattutto la presenza della vecchia Linea Cadorna) e dirigendosi verso il cimitero del paese. I partigiani, che nel mentre erano entrati in città convinti dell'imminente vittoria, furono colti di sorpresa dalle forze filo-tedesche e costretti a ritirarsi il 14 settembre 1944, complice anche la scarsità di munizioni.  